# Propel·lent

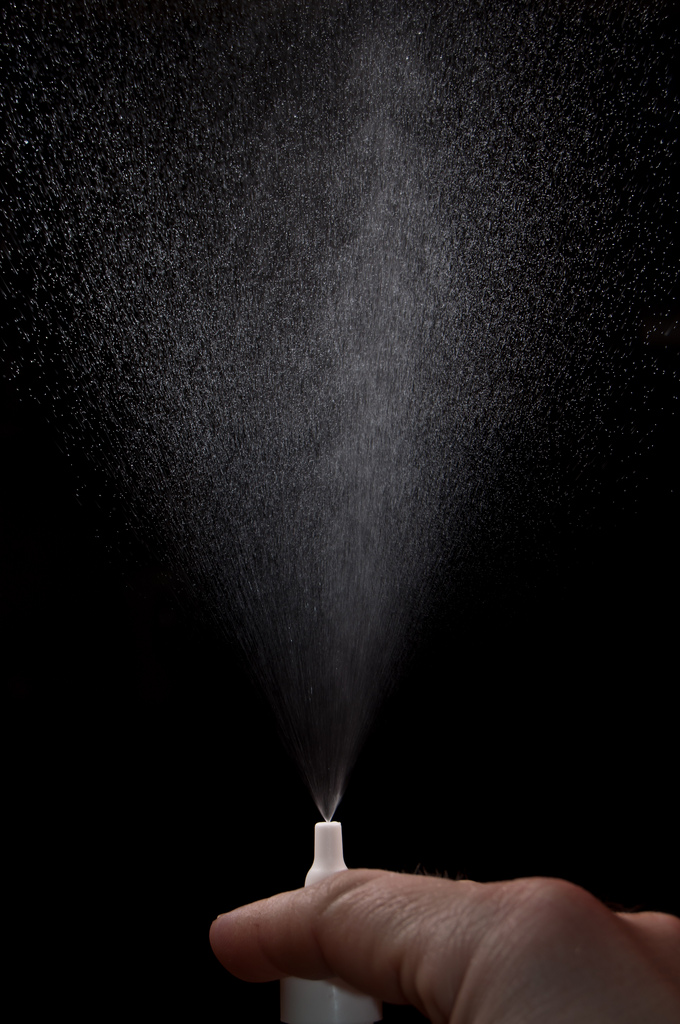

Propel·lent, o propulsant, és qualsevol gas, líquid o sòlid l'expansió del qual es pot utilitzar per impartir moviment a una altra substància o objecte.

## Gasos
Als dispensadors d'aerosols s’utilitzen gasos comprimits com l'òxid de dinitrogen {\displaystyle {\ce {N2O}}}, el diòxid de carboni {\displaystyle {\ce {CO2}}} i molts hidrocarburs halogenats com a propel·lents. El propel·lent pot romandre en forma gasosa (òxid de dinitrogen o diòxid de carboni), o bé es pot liquar a pressió. Els productes alimentaris, com la nata artificial, són impulsats per òxid de dinitrogen o diòxid de carboni; els productes no alimentaris, com ara cosmètics, insecticides, pintures i productes farmacèutics, abans es dispensaven amb l’ajut d'hidrocarburs fluorats, però a causa dels seus efectes destructius de la capa d'ozó de la Terra, han estat prohibits a molts països, excepte per a usos essencials com ara alguns medicaments, pesticides, lubricants i productes de neteja d'equips elèctrics o electrònics. Aquests s'han substituït per hidrocarburs no completament halogenats, que no afecten la capa d'ozó.
Els gasos més importants emprats com a propel·lents actualment són:
- Hidrocarburs: propà, metilpropà, butà, pentà, ciclopentà.
- Dimetil èter.
- Hidrocarburs halogenats: 1,1,1,2 tetrafluoretà o HFC134a, 1,1-difluoroetà o HFC152a, 1,1,1,2,3,3,3-heptafluoropropà o HFC227ea.
- Gasos atmosfèrics: Diòxid de carboni, nitrogen, òxid de dinitrogen.[2]

## Líquids
Els propel·lents sòlids i líquids són substàncies que experimenten una combustió ràpida i produeixen productes gasosos. Són anomenats propergols. Hi ha diversos propel·lents de coets líquids: monopropel·lents, com el nitrometà {\displaystyle {\ce {CH3NO2}}}, que contenen tant oxidant com combustible i s’encenen per alguns mitjans externs; bipropel·lents, que consisteixen en un oxidant com l’oxigen líquid i un combustible com l’hidrogen líquid, que s’injecten en una cambra de combustió des de recipients separats; i multipropel·lents, composts per diversos oxidants i combustibles.

## Sòlids
La pólvora negra es va utilitzar com a propulsor en armes i coets fins al segle xx, quan va entrar en ús la pólvora de base doble (40 % de nitroglicerina, 60 % de nitrocel·lulosa). Altres propel·lents sòlids moderns són el perclorat fos (que utilitza perclorat d'amoni com a oxidant i diversos olis o cautxús com a combustible) i els propel·lents compostos (que utilitzen un aglutinant de plàstic amb picrat d’amoni, nitrat de potassi {\displaystyle {\ce {KNO3}}} o nitrat de sodi {\displaystyle {\ce {NaNO3}}}).